# ASCOD步兵戰車
ASCOD，是由奧地利和西班牙聯合開發的裝甲戰鬥車輛，ASCOD車系包含輕戰車、地對空飛彈發射車、反戰車飛彈發射車、迫擊砲車、指揮車和救護車等，西班牙版本稱為“Pizarro”，而奧地利版本則稱為“Ulan”。

## 型號

### 車型

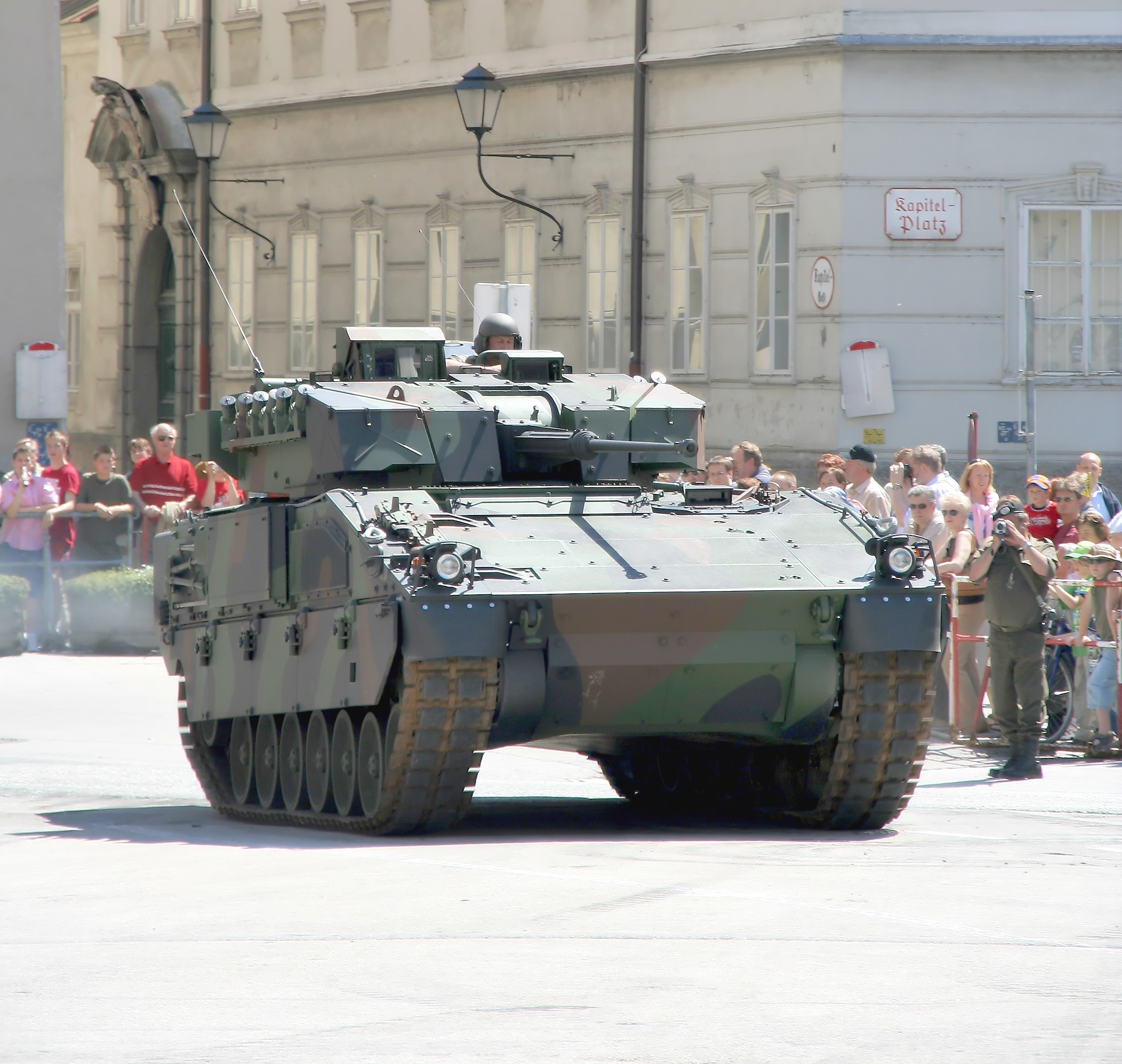
奧地利Ulan

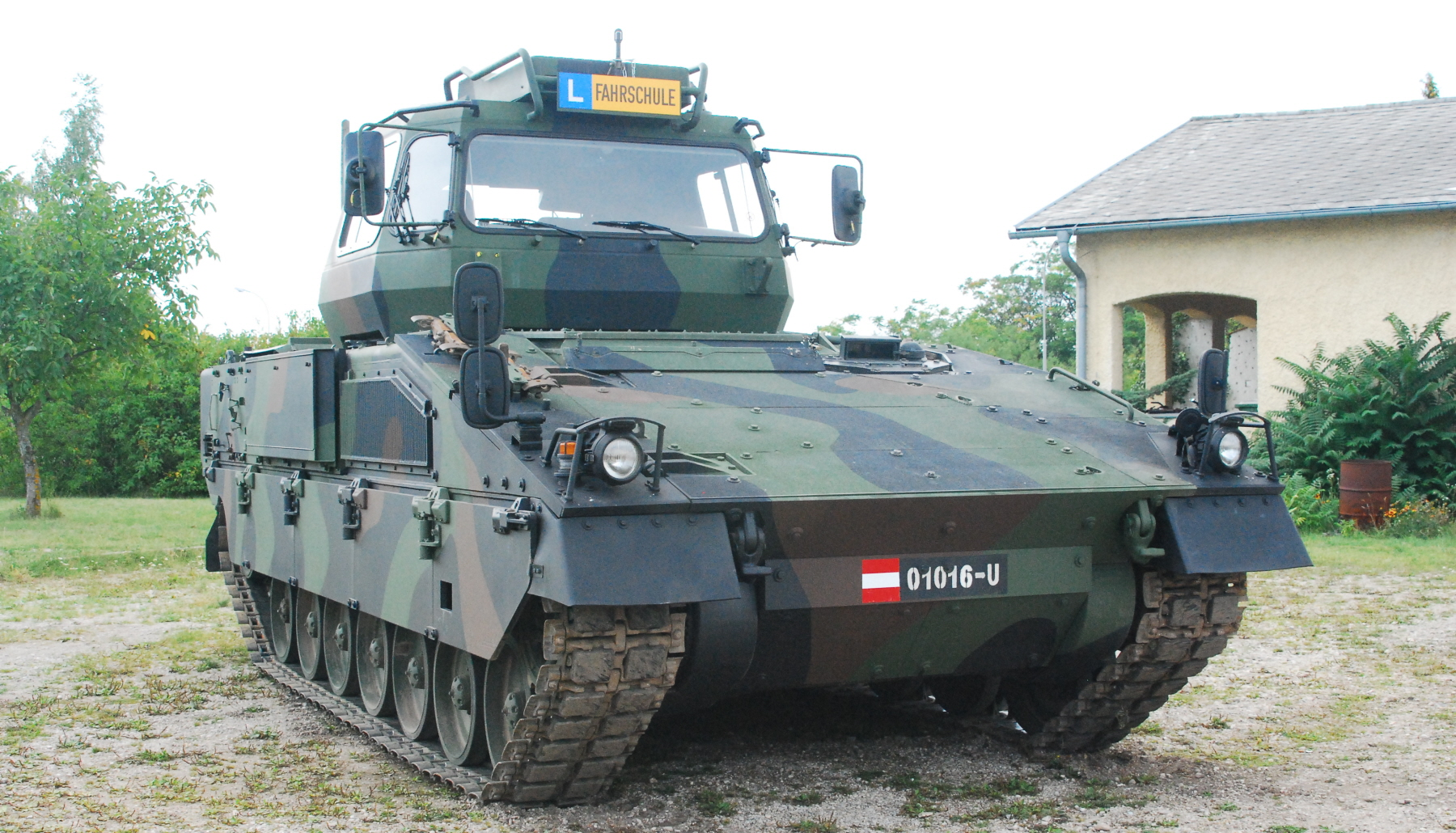
Ulan訓練車

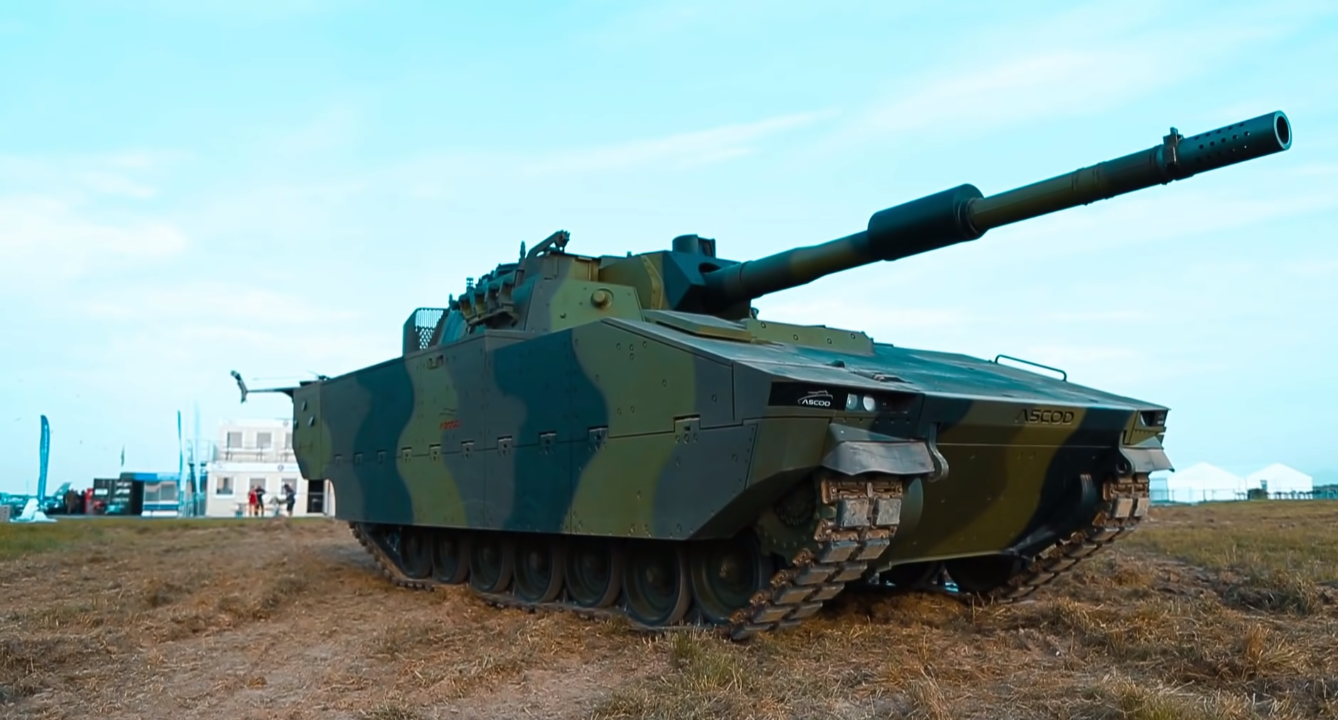
ASCOD 2 MMBT

ASCOD底盤已用於西班牙陸軍的許多車型和為出口市場開發的衍生型，除了步兵戰車型，ASCOD還衍生出輕戰車和偵察車等，ASCOD Direct Fire輕戰車可安裝不同的砲塔，配備105或120毫米主炮，車重重約30噸。
- ASCOD IFV
- 訓練車
- ASCOD Scout/Recce
- LT-105輕戰車（ASCOD Direct Fire）：輕戰車型，專為外銷設計，配備105毫米或120毫米火砲，並有多種砲塔可供選擇。
- ASCOD 2 APC：[3]
- ASCOD 2 PSO：衍生自ASCOD 2 APC[3]。
- Donar：基於KMW AGM（英语：Artillery Gun Module）的中型155毫米自走砲型[4]。
- ASCOD 2 MMBT：配備 120毫米或105毫米重拳砲塔的中型主力戰車[5]。

### 西班牙版本

#### 結構
| 系統 | 國家   | 廠商               | 備註 |
| ---- | ------ | ------------------ | ---- |
| 車體 | 西班牙 | 聖塔芭芭拉系統公司 |      |
| 砲塔 | 西班牙 | 聖塔芭芭拉系統     |      |

#### 感測器
| 系統     | 國家   | 廠商       | 備註 |
| -------- | ------ | ---------- | ---- |
| 火控系統 | 西班牙 | 英德拉系統 |      |
| 光電系統 | 西班牙 | 英德拉系統 |      |

#### 武器
| 系統 | 國家   | 廠商           | 備註                            |
| ---- | ------ | -------------- | ------------------------------- |
| 機炮 | 德国   | 毛瑟           | 30 mm MK 30/2                   |
| 機槍 | 西班牙 | 聖塔芭芭拉系統 | 7.62 mm MG3，由莱茵金属授權生產 |

#### 動力
| 系統          | 國家   | 廠商                   | 備註          |
| ------------- | ------ | ---------------------- | ------------- |
| Suspension    | 西班牙 | 聖塔芭芭拉系統         |               |
| Undercarriage | 西班牙 | 聖塔芭芭拉系統         |               |
| Transmission  | 西班牙 | Renk AG                |               |
| 引擎          | 西班牙 | Empresa Nacional Bazán | 由MTU授權生產 |

## 使用國
- 奥地利：

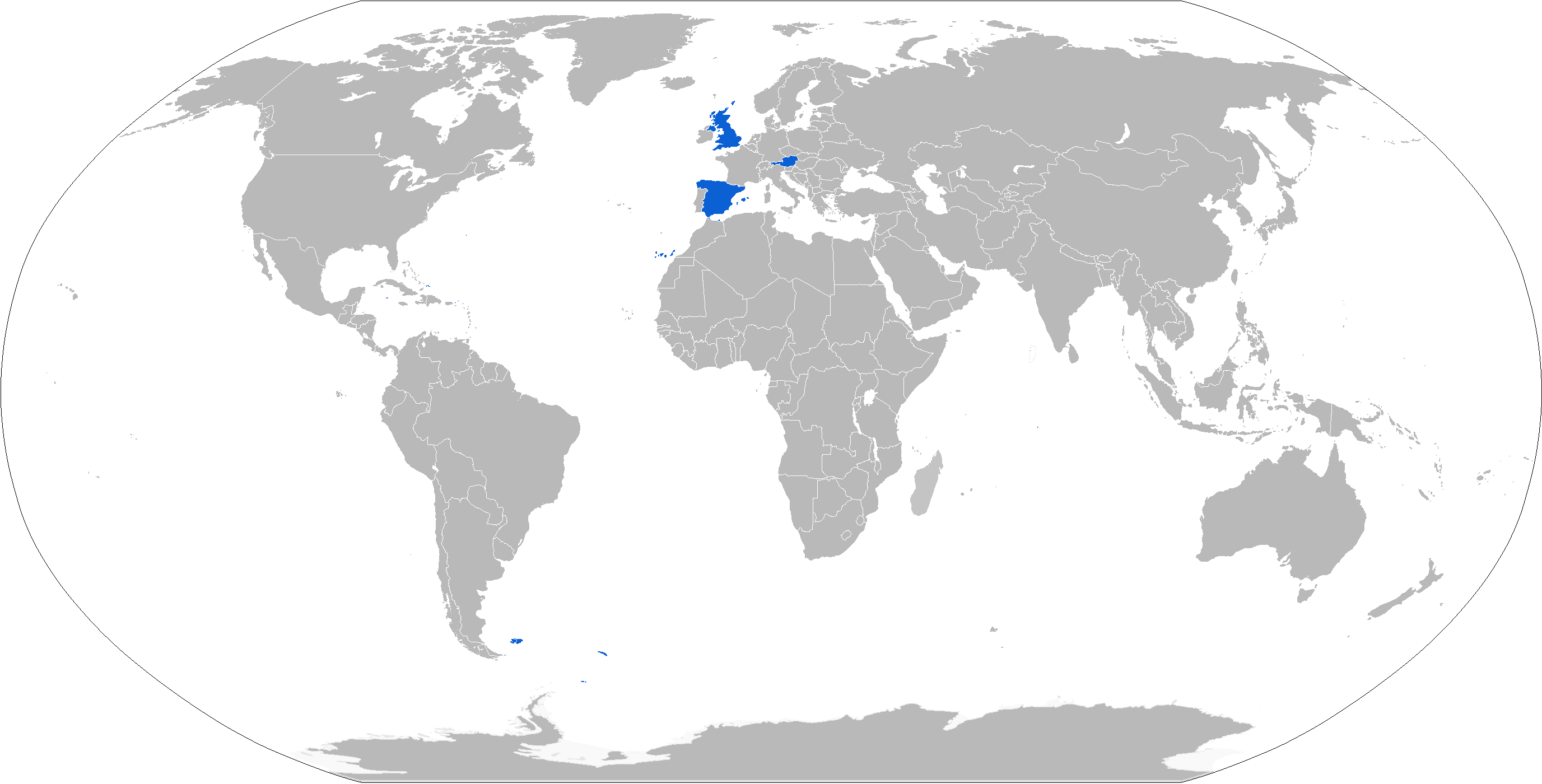
ASCOD使用國

  - 奧地利陸軍：112輛Ulan，2001年至2005年間交付。

- 西班牙：
  - 西班牙陸軍（英语：Spanish Army）：261輛Pizarro，第一批144輛 Pizarro，2011年至2015年間原訂交付的212輛後續訂單則因預算削減而減至117輛。目前的車型數量如下：204輛VCI/C、21輛VCPC和36輛VCZ Castor。

- 英国：
  - 英國陸軍：訂購589輛阿賈克斯步兵戰車（英语：General Dynamics Ajax），包括245輛阿賈克斯、93輛阿瑞斯、112輛雅典娜、50輛阿波羅、38輛阿特拉斯和51輛百眼巨人。

- 菲律賓：
  - 菲律賓陸軍：18輛輕戰車、1輛指揮車和1輛救援車[6]。

## 資料來源
1. ↑   (PDF). gdels.com. General Dynamics European Land Systems.   [2015-09-22]. （原始内容 (PDF)存档于2015-07-21）.
2. ↑   (PDF). gdels.com. General Dynamics European Land Systems.   [20 September 2015]. （原始内容 (PDF)存档于10 March 2016）.
3. 1 2   (PDF). General Dynamics European Land Systems (gdels.com). General Dynamics European Land Systems.   [20 September 2015]. （原始内容 (PDF)存档于15 June 2015）.
4. ↑  .   [2022-01-20]. （原始内容存档于2010-12-21）.
5. ↑  .   [2022-01-20]. （原始内容存档于2019-12-05）.
6. ↑  . Army Recognition.   [October 26, 2020]. （原始内容存档于2021-11-24）.

## 外部連結
- General Dynamics European Land Systems - ASCOD AFV
- Technical data sheet and pictures Spanish Pizarro from ArmyRecognition.com （页面存档备份，存于）
- The Ulan (ASCOD) in the Austrian Armed Forces - technical data and pictures （页面存档备份，存于）